# Yván Gil
Yván Eduardo Gil Pinto (Maracay, Aragua; 15 de agosto de 1972) es un político venezolano. En enero de 2023 fue designado canciller de Venezuela. Previamente fue encargado de negocios de Venezuela ante la Unión Europea y había desempeñado el cargo de viceministro de Exteriores para Europa.de 2013 a 2014 se desempeñó como Ministro de Agricultura y Tierras de Venezuela y como vicepresidente del consejo de ministros para la seguridad y soberanía alimentaria.

## Trayectoria
De a 2008 a 2013 fue presidente del Instituto Nacional de Investigaciones Agrícolas (INIA), viceministro de Circuitos Agroproductivos del Ministerio de Agricultura y Tierras.
El 21 de abril de 2013, en cadena nacional fue asignado como Ministro de Agricultura y Tierras de Venezuela para el gobierno de Nicolás Maduro. El 9 de junio de 2015 fue nombrado nuevamente como Ministro de Agricultura y Tierras, cargo que desempeñó hasta su destitución en enero de 2016. Igualmente ejerció el cargo de vicepresidente para la seguridad y soberanía alimentaria y presidente de la empresa estatal Agropatria, S.A
De 2017 a 2021 ocupó el cargo de viceministro para Europa del Ministerio de Relaciones Exteriores puesto que volvió ocupar desde el 20 de junio de 2022. Fue embajador Extraordinario y Plenipotenciario de Venezuela ante la Unión Europea, en Bruselas, Bélgica (2021-2022).
En enero de 2023 se anunció que asumiría la cancillería de Venezuela sustituyendo a Carlos Faria.